# Todor Pawlow (Philosoph)

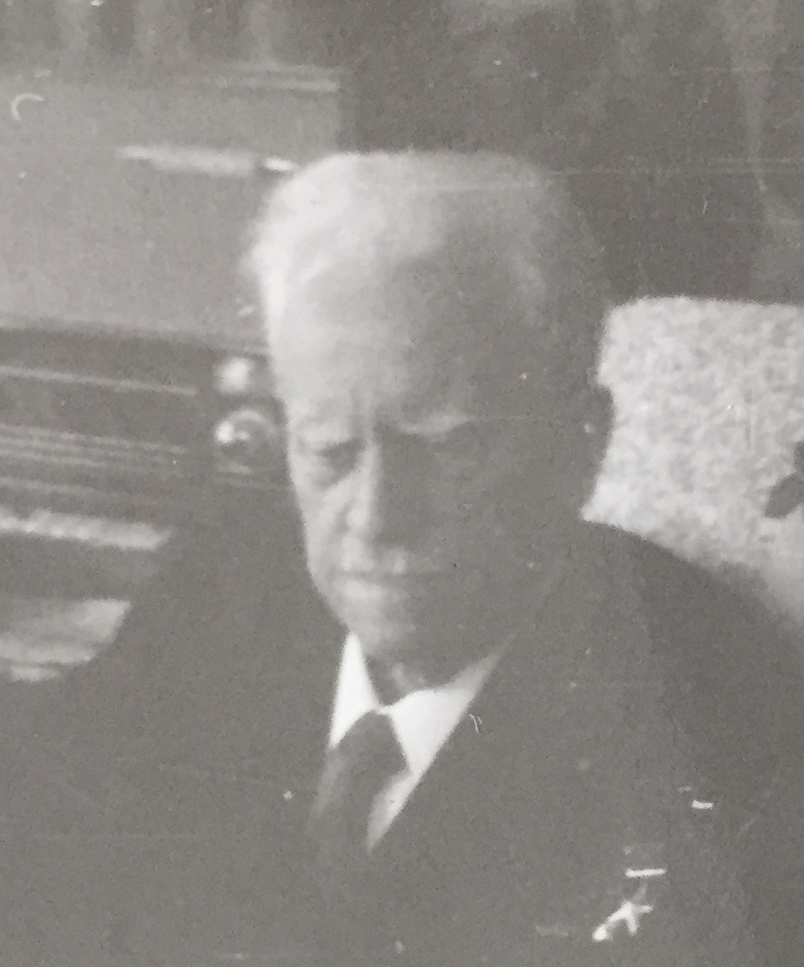
Todor Pawlow

Todor Dimitrow Pawlow (bulgarisch Тодор Димитров Павлов) (* 14. Februar 1890 in Štip; † 8. Mai 1977 in Sofia) war ein bulgarischer Funktionär der Bulgarischen Kommunistischen Partei und marxistischer Philosoph.

## Leben
Pawlow studierte an der Universität Sofia Philosophie und Pädagogik. Ab 1919 gehörte er der Bulgarischen Kommunistischen Partei an. Seit 1924 gehörte er dem Zentralkomitee der Partei an. Wegen seiner politischen Tätigkeit befand er sich 1925/1926 und von 1927 bis 1929 im Gefängnis. Von 1932 bis 1936 war er als Professor für dialektischen Materialismus am Institut der Roten Professur in Moskau tätig. Er kehrte dann nach Bulgarien zurück und engagierte sich sowohl wissenschaftlich als auch politisch. Von 1941 bis 1943 war er in einem Konzentrationslager inhaftiert.
1947 wurde er Präsident der Bulgarischen Akademie der Wissenschaften. Die Funktion hatte er bis 1962 inne, danach war er Ehrenpräsident der Akademie. Außerdem gehörte er mehreren ausländischen Akademien an und war Ehrenmitglied des Weltfriedensrates. 
Von 1954 bis 1957 war er Kandidat des Zentralkomitees der Bulgarischen Kommunistischen Partei und gehörte dann ab 1957 wieder dem Zentralkomitee an. Von 1966 bis 1977 war er Mitglied des Politbüros des Zentralkomitees der Partei.
Er befasste er sich mit der marxistisch-leninistischen Philosophie und Ästhetik. Weitere Schwerpunkte waren die Geschichte und Theorie der Literatur sowie Pädagogik.
Er wurde mit dem Leninorden, als Held der Volksrepublik Bulgarien, Held der Sozialistischen Arbeit und dem Orden Georgi Dimitrow ausgezeichnet.

## Schriften
- Beiträge zur Geschichte der Ästhetik, Berlin, 1963
- Grundgesetze der Kunst, Dresden, 1964
- Information, Widerspiegelung, Schöpfertum, Berlin, 1970
- Die Widerspiegelungstheorie, Berlin, 1973
- Aufsätze zur Ästhetik, Berlin, 1975